# Bengt Forslund (silversmed)
Bengt Forslund, född 1954 i Arvika, är en svensk silversmed.
Forslund lärde sig att smida och ciselera av sin farfar Wilhelm Forslund och guldsmedsyrket av sin far Erik, Forslund, gravyr på Hantverkets folkhögskola i Leksand och filigranteknik i Ryssland.
Han har ställt ut på bland annat Rackstads hembygdsförening och Värmlands museum.